# سعود البواردي
سعود زيد البواردي (مواليد 14 مارس 2004) هو لاعب كرة قدم سعودي يلعب حاليًا في نادي نجران.

## مسيرة اللاعب
لعب في نادي الرياض في الفئات السنية و لعب بعدها مع نادي نجران.